# Saint-Rémy-de-Provence
Saint-Rémy-de-Provence (klasszikus okcitán nyelven Sant Romieg de Provença, misztráli okcitán nyelven Sant Roumié de Prouvènço) település Dél-Franciaországban, Bouches-du-Rhône megyében, az Allpilles lábánál.

## Fekvése
Saint-Rémy-de-Provence 12 kilométerrel Avignon-tól délre, az Alpilles hegységtől északra található.

## Közlekedés
A várostól 20 kilométerre található a TGV nagy sebességű vasút állomása. A legközelebbi repülőterek Avignon, Nîmes és Marseille. Emellett számos autópálya és főút is érinti Saint-Remy-t.

## Éghajlat
A tél enyhe és száraz, a nyarak melegek és szárazak. A legmagasabb átlagos hőmérséklet júliusban és augusztusban 29 °C, és a legalacsonyabb decemberben és januárban 3 °C. A legcsapadékosabb hónap a január, átlagosan 7 esős nappal, a legszárazabb hónap július, átlagosan 2 esős nappal. Az Alpilles területe évente 1-2 cm-rel több csapadékot kap, mint a francia Riviéra. Évente mintegy 30 fagyos nap van.

## A Mistral
A Mistral északi vagy északnyugati erős szél, mely főleg télen és tavasszal fúj. Erős szél évente átlagosan 100 napon érezhető, gyengébb szél 83 napon. Mintegy 182 napig nincs szél. Két típusú "mistral" létezik: a fehér mistral, mikor kevesebb a felhő, és a fekete mistral ami ritkább, de eső kíséretében érkezik.

## Története

Van Gogh festménye

Saint-Rémy már ősidők óta lakott hely volt, amit alátámasztanak az Otello barlangban található sziklarajzok is, mely festmények a neolitikum és a bronzkor idejébe nyúlnak vissza.
Szintén Saint-Rémy-de-Provence területén találhatók még más barlangok is, mint például a Baldouin barlang, melynek falain sisakos harcosok láthatók. A hely őskori élőhelyei, többnyire a környező völgyekben a korai vaskorban is lakottak maradtak, köztük a Notre-Dame de Laval, majd a 6. század körül Glanon is.
A középkorban a Karoling dinasztia birtokában volt, az ő tulajdonuk volt a Saint-Remi Reims apátság is. A Saint-André Villeneuve-lès-Avignon apátság volt a többségi tulajdonos, melynek tulajdonában nem kevesebb, mint hat templom volt.

## Nevezetességek
- Glanum ókori római város romjai a diadalívvel a város déli szélén ma is láthatók.
- Itt festette Van Gogh Csillagos éj című képét.

## Itt születtek, itt éltek
- Itt született Nostradamus, 16. századi próféciák szerzője.
- Itt született Marie Gasquet regényíró, a Felibrige királynője.
- A Saint-Paul de Mausole kolostorban lévő pszichiátriai központban kezelték Vincent van Gogh-ot 1889-1890-ben.
- Itt élt egy ideig Pierre Daboval (1918-2015) festőművész.
- Itt élt egy ideig Caroline monacói hercegnő és gyermekei, több évvel második férje, Stefano Casiraghi halála után.
- Itt repült világrekordot Charles Atger vitorlázó repülő, 1952. április 2-4. között 56 óra 15 percig maradt a levegőben Arsenal Air 100 gépével.